# Джек Леонард Стромінгер
Джек Леонард Стромінгер (7 серпня 1925 , Нью-Йорк, Нью-Йорк )
 
— професор біохімії Гіггінса у Гарвардському університеті, фахівець зі структури та функції білків гістосумісності людини та їх ролі в хворобах. 

## Біографія
Стромінгер народився у Нью-Йорку. 
Навчався у Гарвардському університеті та здобув ступінь із психології в 1944 році. 
В 1948 році здобув ступінь доктора медицини в Єльській школі медицини і викладав у Школі медицини Вашингтонського університету. 
У 1964—1968 рр. викладав в Університеті Вісконсіна у Медісон. 
У 1968 розпочав роботу у Гарвардського факультету  році, а в 1974 році став членом Інституту раку Дані-Фарбера
.
Стромінгер є батьком фізика Ендрю Стромінгера, Ітана Стромінгера та Пола Стромінгера.

## Нагороди та визнання
- 1968: премія Селман А. Ваксмана з мікробіології[en][3];
- 1967: член Американської академії мистецтв і наук[4]
- 1969: «Золота пластина» Американської академії досягнень[en][5];
- 1970: член Національної академії наук;
- 1975: Національна медична академія[en][6][7] ;
- 1994: член Американського філософського товариства[8];
- 1995: премія Альберта Ласкера за фундаментальні медичні дослідження[9][2];
- 1999: премія Японії[1]